# Шимакш
Шима́кш (луговомар. шымакш (часто в русскоязычной литературе используется именно марийское написание); также луговомар. шыҥашовычо, ӓкӓй, калпак) — старинный марийский головной убор замужних женщин. Является отличительным признаком «шымакшан марий», одной из территориально-этнографических групп марийцев.
Остроконечный каркасный головной убор на твёрдой основе. Предполагается, что шимакш является поздней формой более древнего марийского женского головного убора — шурки. Ранее подобую деталь одежды носили не только женщины, но и мужчины.
В основе головного убора прямоугольный кусок материи (55x20 см), верхний конец которой сшивался в виде конуса с острым концом. Для ношения шимакш делалась специальная причёска: волосы на голове собирались в один или два пучка, которые стягивались двумя косичками. Шимакш богато украшался вышивкой. На голове он закреплялся при помощи твёрдого берестяного или войлочного колпачка. Наиболее древний его вариант имел несколько иную форму. Он не имел жёсткого основания, состоял из прямоугольного куска материи, сшитой с одной стороны в виде башлыка. На самом конце убора имелась небольшая орнаментация вышивкой, состоящей из трёх розеток. Подобный башлык закреплялся на шее при помощи нитяных завязок. Шимакш был преобладающим головным убором и среди восточных мариек. Традиция ношения шимакша была различна и заключалась в расположении остроконечной части убора на голове.